# Arkan Simaan
Arkan Simaan, né au Liban en 1945, est un romancier et essayiste de langue française.

## Biographie
Il émigre avec sa famille vers le Brésil à l'âge de deux ans et s'établit à Anápolis, près de Brasilia.
En 1964, un coup d’État militaire renverse le gouvernement de João Goulart, alors qu’il vient de commencer des études de physique à l'université de São Paulo. Il s’engage dans le mouvement trotskiste,,,. Poursuivi par la police et condamné à la prison, il entre dans la clandestinité. Son nom figure dans plusieurs procès, notamment dans l’IPM (Inquérito policial-militar, c’est-à-dire Enquête politico-militaire) du CRUSP (Conjunto Residencial da Universidade de São Paulo),. Par cette instruction, le gouvernement militaire veut rendre 46 étudiants responsables de toute l’agitation. Obligé de fuir le pays, Arkan Simaan arrive à Paris en 1970, où il abandonne quelques années plus tard l’activité politique.

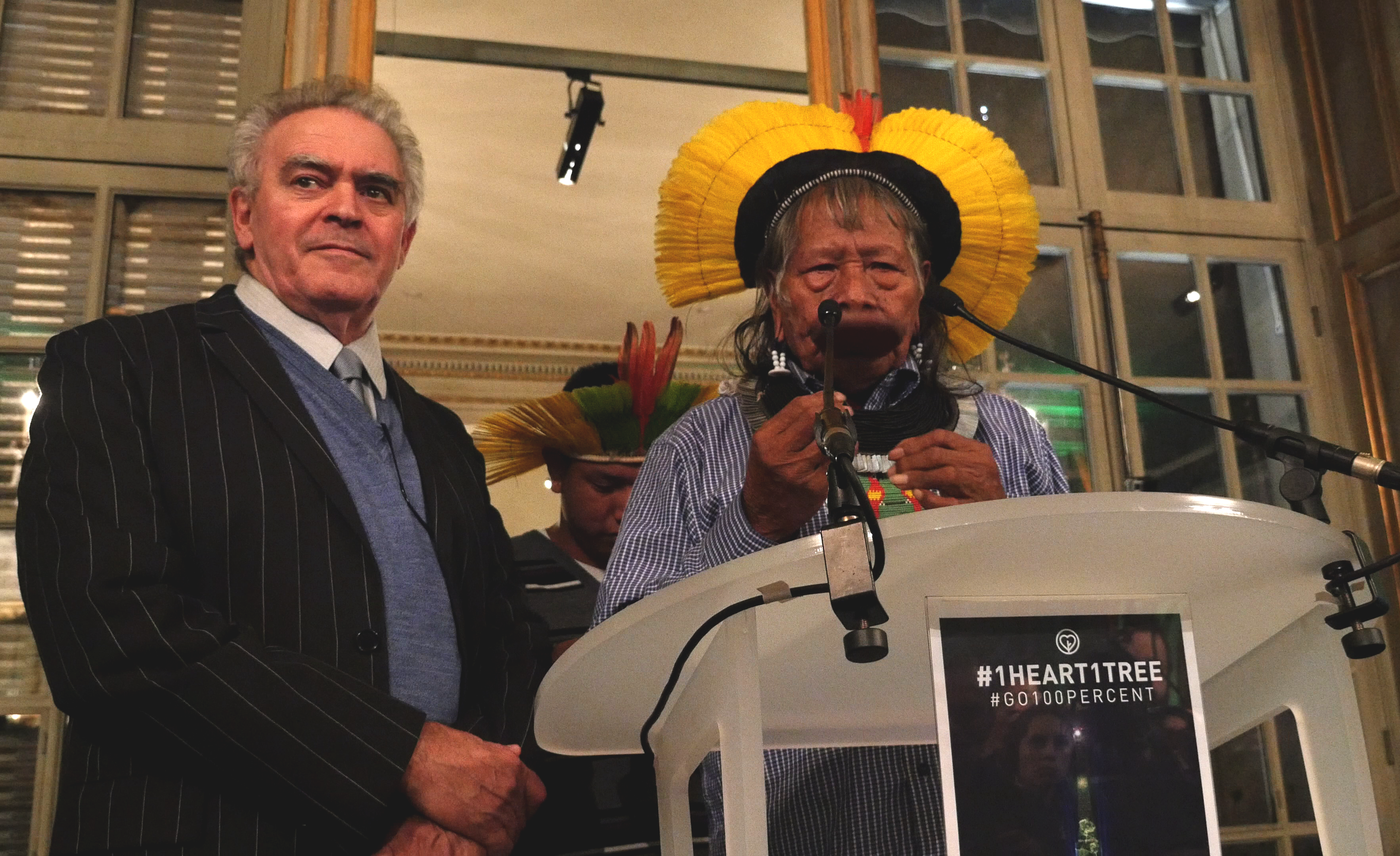
Arkan Simaan traduisant pour le cacique Raoni Metuktire, le 29 novembre 2015, pendant la COP 21.

Il reprend ses études de physique à l'Université Paris VII, puis d’ingénieur à l'Institut supérieur des matériaux et de la construction mécanique.
Après un bref passage par l'industrie, il décide de se consacrer à l’enseignement et obtient l’agrégation de physique. En 1977, Arkan Simaan et son épouse partent en coopération culturelle en Algérie, où ils enseignent pendant 11 ans, respectivement la physique et l’espagnol.
En 2012 il est l'un des fondateurs de Planète Amazone,, organisation non-gouvernementale destinée à défendre les peuples autochtones. Il participe aux voyages en Europe du cacique Raoni.
Arkan Simaan est romancier et auteur de biographies et de livres d’histoire des idées, dont certains ont été primés.
Arkan Simaan est membre du Comité de parrainage scientifique de Association française pour l'information scientifique.

## Œuvres
- L'Image du monde des Babyloniens à Newton (avec Joëlle Fontaine), préface de Jean Rosmorduc, Adapt éditions, 1998. Quatrième coédition par Vuibert et Adapt en 2016.
- Cette sentence vous fait plus peur qu'à moi-même : Giordano Bruno, Cahiers rationalistes, février 2000. Biographie de Giordano Bruno à l'occasion du quatrième centenaire de son supplice.
- La Science au péril de sa vie. Les aventuriers de la mesure du monde, préface de Jean-Claude Pecker, coédition Vuibert et Adapt éditions, octobre 2001. « Prix spécial du livre d'astronomie » en 2002. Quatrième édition en 2006.
- Vénus devant le Soleil. Comprendre et observer un phénomène astronomique, coédition Vuibert et Adapt éditions, 2003. Ont également participé à la rédaction de ce livre consacré au passage de Vénus devant le Soleil (8 juin 2004) : Jacques Blamont, Guillaume Cannat, Yves Delaye, Michel Laudon, Jean-Pierre Luminet, Steven M. Van Roode et David Sellers.
- L'Image du monde de Newton à Einstein, préface de Jean-Claude Pecker, coédition Vuibert et Adapt éditions, 2005.
- Le Paradoxe de la science : Fritz Haber, dans les Cahiers rationalistes no 579, novembre-décembre 2005.
- L’Écuyer d’Henri le Navigateur, Éditions L'Harmattan, 2007, roman historique basé sur des chroniques médiévales.
- Un marin en Terre des perroquets, (Ancre de marine éditions, Saint-Malo, 2024), 156 p.  (ISBN 2841414787) ;  (ISBN 978-2841414789)[14],[9]
- Viens, on s’en va ! – Immigration, dictature, exil, Éditions Zinédi, 2025 (Né au Liban, l’auteur raconte son immigration vers le Brésil, son engagement politique contre la dictature brésilienne, son arrestation et son exil en France, où il devient professeur agrégé de physique, puis, militant pour la défense des forêts et des peuples autochtones[15],[16].

## Vidéos
- Arkan Simaan : La science en questions II série À Ciel ouvert 3 min 58 s
- Arkan Simaan : La science en questions II série À Ciel ouvert 3 min 43 s
- Les savants face aux églises : conférence et débat entre Arkan Simaan, Jean-Christophe Sanchez, animée par Jean Rosmorduc 1 h 21 min 21 s
- https://www.dailymotion.com/video/x3elbg4 Droit de suite: Peuples autochtones: pourquoi faut-il mieux les protéger? émission LCP.
- Aventures et mésaventures des savants français au XVIIIe siècle Conférence à l’Université de Poitiers, 1 h 13 min 31 s
- Les aventuriers de la mesure du monde Conférence au Planétarium de Vaulx en Velin, 44 min
- La construction scientifique de l’univers Conférence d’Arkan Simaan avec Hubert Krivine organisée par l'Association française pour l’information scientifique, 1 h 48 min 57 s

## Articles en ligne
- Sur l’expérience d’Ératosthène, Cet article écrit pour le Bulletin de l’Union des Physiciens doute de la précision de la mesure d'Ératosthène.
- Histoire des sciences, une expérience pédagogique en Seconde Cet article montre l'intérêt de l'utilisation de l'histoire du système métrique dans l'enseignement secondaire.
- Le Passage de Vénus.
- « Fritz Haber, chimiste à double visage », Science et pseudo-sciences, no 269, octobre 2005.[lire en ligne]
- « The transit of Venus across the Sun », Physics Education. [lire en ligne]
- « The transit of Venus: a stroke of luck for teachers », School Science Review.[lire en ligne]
- « L’Histoire au service de la science », Les Nouvelles d'Archimède, Université des sciences et techniques de Lille.[lire en ligne]
- Articles et recensions pour la revue rationaliste Science et pseudo-sciences